# Muscaria (banda)
Muscaria é uma banda de hardcore, formada em 1994 na cidade de Quito.

## Inícios
A banda foi criada pelo vocalista e baixista Luis Fernando Cordovez, o baterista Nicolás Caballero e o guitarrista Álex Caicedo, todos aficionados por skate e de bandas como Suicidal Tendencies, Machine Head e Sepultura.

## Trajetória
Em 1998 seu primeiro álbum é lançado, o Combatiendo apatía. Três anos após o seu álbum de estreia que os consolidariam na cena equatoriana underground, Muscaria lança em 2001 seu segundo disco, Movimiento, com a colaboração do novo baterista Juan Posso e o guitarrista Jason Da Vega. 
Já em 2004 lançam seu terceiro álbum, o Conductor de comportamiento com o clipe da música "Afecto alterado", que passa a ser transmitido pela MTV. Clipe esse que fez com que a banda ganhasse uma projecção internacional e com isso é convidada ao festival de nu metal Aggrofest no Chile e a primeira edição do Quito Fest no Equador.
Em 2005 abriram os shows das bandas A.N.I.M.A.L. e Soulfly.
Em 2008 com a produção de Andrés Giménez, Muscaria lançam o álbum Perdura, que os leva ao Maquinaria Festival no Brasil, Rock al Parque na Colômbia e em 2009 participam do festival quiteño Al Sur del Cielo.
Em 2012 lançam o álbum Violenta victoria, contendo o single "Una razón".
Em novembro de 2017 Muscaria lançou Pacto, produzido por Cody Fontes e gravado na gravadora RedRoom Records. No dia 31 de maio de 2018 a banda realizou o pré lançamento de sua última produção homónima, dentro da série de concertos Rock ao vivo no Teatro Sucre de Quito.

## Formação
- Luis 'Luiggi' Vasconez (baixo e voz)
- Juan Pablo Flores (guitarra)
- Robert Valencia (guitarra e coros)
- Andrés Jaramillo (bateria)

## Discografía
- Combatendo apatía (1998)
- Movimento (2001)
- Condutor de comportamento (2004)
- Violenta vitória (2012)
- Pacto (2017)
- Muscaria (2018)